# 南羽生站

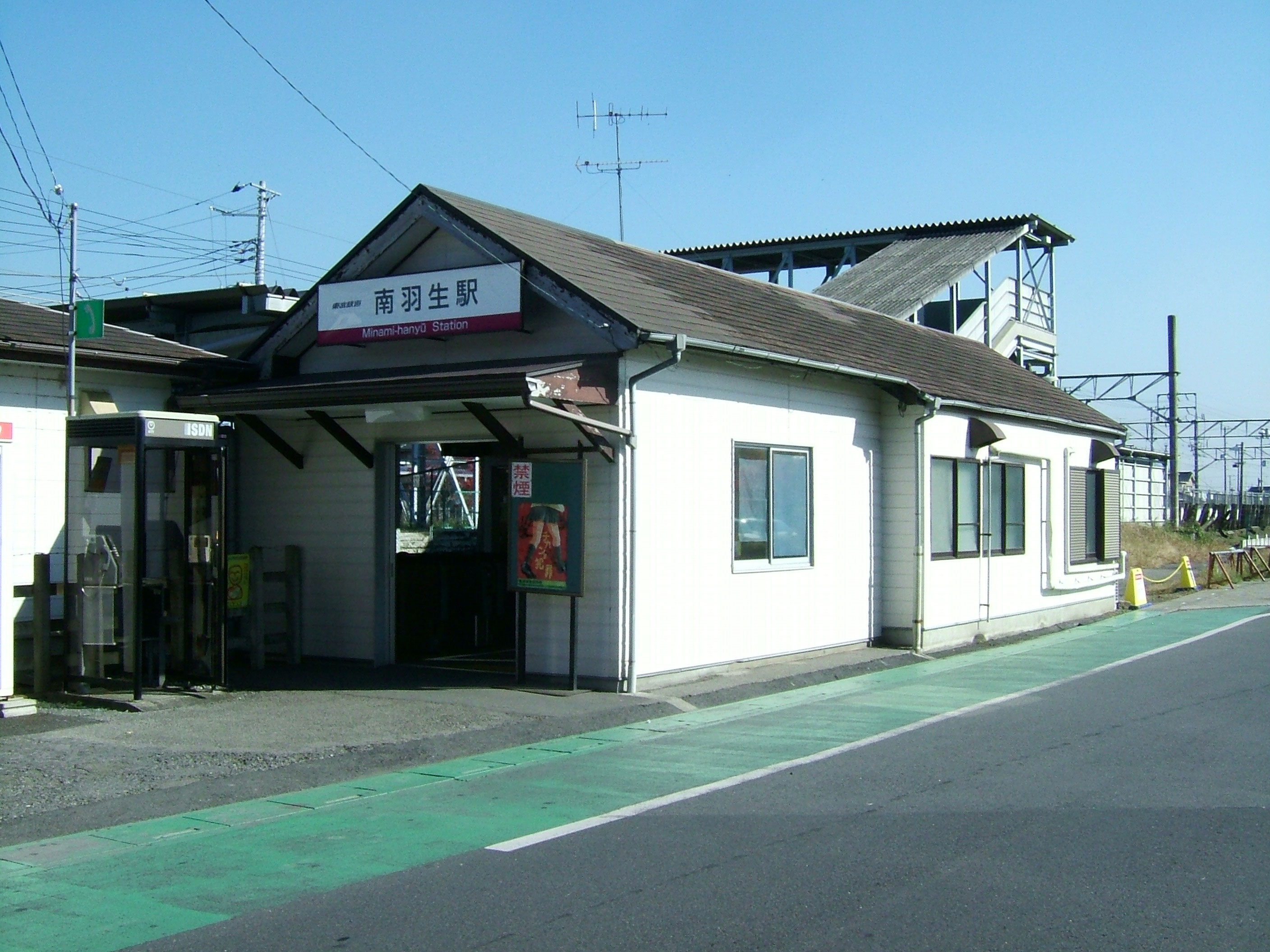
改建前的站房（2008年11月）

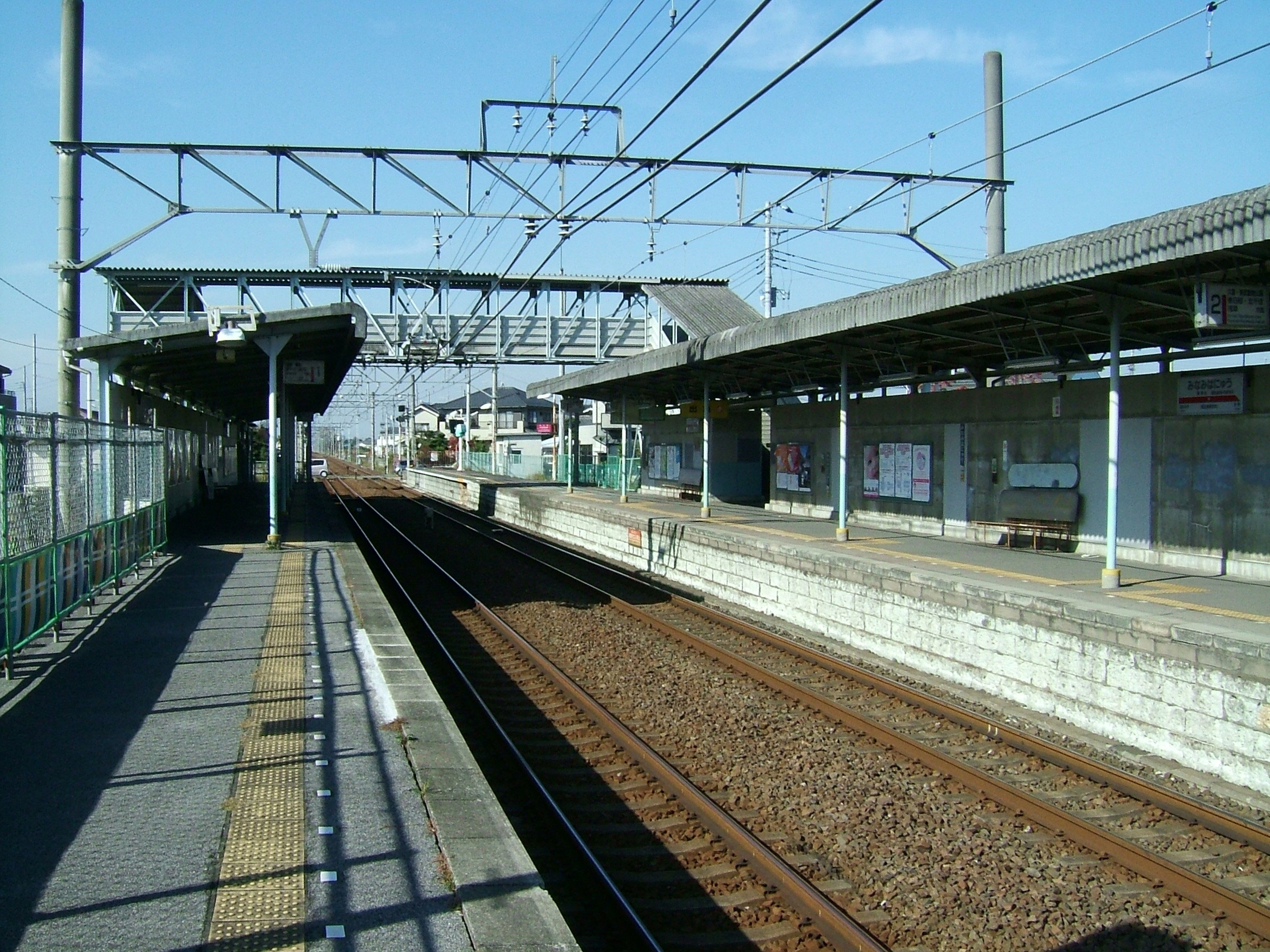
月台（2008年11月）

南羽生站（日语：／ Minami-hanyū eki */?）是一個位於埼玉縣羽生市南羽生一丁目，屬於東武鐵道伊勢崎線的鐵路車站。車站編號是TI 06。

## 歷史
- 1903年（明治36年）9月13日：須影站開業。

- 1908年（明治41年）8月15日：廢止[2]。
- 1927年（昭和2年）4月1日：重新開業[2]。
- 1968年（昭和43年）9月1日：改稱南羽生站。
- 2012年（平成24年）3月17日：導入車站編號TI 06。
- 2013年（平成25年）3月25日：導入發車音樂。
- 2016年（平成28年）3月下旬：站房無障礙化（新設電梯、斜坡、多功能廁所、原有廁所整修）

## 車站構造
本站是側式月台2面2線的地面車站。站房設在伊勢崎方向月台，月台間有跨線天橋連通。
月台上有北千住起點56公里里程標。

### 月台配置
| 月台 | 路線     | 方向 | 目的地                                                         |
| ---- | -------- | ---- | -------------------------------------------------------------- |
| 1    | 伊勢崎線 | 下行 | 館林、足利市、太田方向                                         |
| 2    | 伊勢崎線 | 上行 | 久喜、東武動物公園、 東武晴空塔線 北千住、東京晴空塔、淺草方向 |

## 使用情況
2017年度1日平均上下車人次為3,853人。
近年的1日平均上下車人次、上車人次的推移如下表｡
| 年度               | 1日平均 上下車人次 | 1日平均 上車人次 | 來源     |
| ------------------ | ------------------ | ---------------- | -------- |
| 1998年（平成10年） | 2,814              |                  |          |
| 1999年（平成11年） | 2,801              | 1,443            | [ * 1 ]  |
| 2000年（平成12年） | 2,977              | 1,533            | [ * 2 ]  |
| 2001年（平成13年） | 3,111              | 1,581            | [ * 3 ]  |
| 2002年（平成14年） | 3,160              | 1,606            | [ * 4 ]  |
| 2003年（平成15年） | 3,172              | 1,610            | [ * 5 ]  |
| 2004年（平成16年） | 3,224              | 1,636            | [ * 6 ]  |
| 2005年（平成17年） | 3,190              | 1,619            | [ * 7 ]  |
| 2006年（平成18年） | 3,312              | 1,681            | [ * 8 ]  |
| 2007年（平成19年） | 3,445              | 1,758            | [ * 9 ]  |
| 2008年（平成20年） | 3,522              | 1,785            | [ * 10 ] |
| 2009年（平成21年） | 3,596              | 1,819            | [ * 11 ] |
| 2010年（平成22年） | 3,703              | 1,871            | [ * 12 ] |
| 2011年（平成23年） | 3,802              | 1,902            | [ * 13 ] |
| 2012年（平成24年） | 3,806              | 1,898            | [ * 14 ] |
| 2013年（平成25年） | 3,822              | 1,911            | [ * 15 ] |
| 2014年（平成26年） | 3,775              | 1,887            | [ * 16 ] |
| 2015年（平成27年） | 3,885              | 1,943            | [ * 17 ] |
| 2016年（平成28年） | 3,857              | 1,936            | [ * 18 ] |
| 2017年（平成29年） | 3,853              |                  |          |

## 車站周邊
車站周邊是住宅區。車站兩側皆有站前圓環。
車站東側雖然已有圓環，但仍未設出入口。
- 羽生手子林郵便局
- JA北齋（日语：ほくさい農業協同組合）手子林支店
- YAMAZAKI SHOP（日语：ヤマザキショップ）
- 武藏野村（日语：むさしの村）
- 國道122號
- 埼玉縣立誠和福祉高等學校（日语：埼玉県立誠和福祉高等学校）
- 羽生市立手子林小學校（日语：羽生市立手子林小学校）
- 羽生市立須影小學校
- 永旺夢樂城羽生（日语：イオンモール羽生） - 步行約25分鐘左右。
- 埼玉縣道412號南羽生停車場線（日语：埼玉県道412号南羽生停車場線）
- 埼玉縣道129號加須羽生線（日语：埼玉県道129号加須羽生線）

## 路線巴士
| 乘車處   | 系統               | 主要行經地                       | 目的地 | 運行公司  | 備註     |
| -------- | ------------------ | -------------------------------- | ------ | --------- | -------- |
| 南羽生站 | 須影、岩瀨路線     | 下新城中、岩瀨公民館、羽生站西口 | 市役所 | AI AI BUS | 平日運行 |
| 南羽生站 | 須影、岩瀨路線     | 文化會館、羽生站東口             | 市役所 | AI AI BUS | 平日運行 |
| 南羽生站 | 手子林、三田谷路線 | 神戶東、三田谷2區、羽生站東口    | 市役所 | AI AI BUS | 平日運行 |
| 南羽生站 | 手子林、三田谷路線 | 北袋集會所、羽生站東口           | 市役所 | AI AI BUS | 平日運行 |

## 相鄰車站
東武鐵道
 伊勢崎線
■區間急行、■區間準急、■普通
加須（TI 05）－南羽生（TI 06）－羽生（TI 07）

## 外部連結
- 南羽生（車站資訊） - 東武鐵道